# ياكوفليف ياك-2
ياكوفليف ياك-2 (بالإنجليزية: Yakovlev Yak-2)‏ هي قاذفة قنابل من صناعة ياكوفليف. كان أول طيران لها في 1939. دخلت الخدمة في 1940، صنع منها 111 طائرة.